# Évellys
Évellys [evlis] est une commune nouvelle française située dans le département du Morbihan en région Bretagne, créée le 1er janvier 2016 par le regroupement des trois communes de Moustoir-Remungol, Naizin et Remungol. Son chef-lieu est fixé à Naizin.

## Géographie

### Communes limitrophes
Évellys est délimitée par les communes suivantes :

### Hydrographie
Pour un article plus général, voir Réseau hydrographique du Morbihan.
La commune est située dans le bassin Loire-Bretagne. Elle est drainée par l'Evel, la Belle Chère, le Kergouët, le Runio, le Coëtdan, le Moulin du Fou, le ruisseau de Coëthuan, le Guénolay, le Moulin du Breuil, le ruisseau d'Er-Ponto, le ruisseau du Guern et divers autres petits cours d'eau,.
L'Ével, d'une longueur de 52 km, prend sa source dans la commune de Réguiny et se jette  dans le Blavet à Quistinic, après avoir traversé onze communes. 
La Belle Chère, d'une longueur de 21 km, prend sa source dans la commune de Noyal-Pontivy et se jette  dans l'Ével sur la commune. 
Le Kergouët, d'une longueur de 12 km, prend sa source dans la commune de Pluméliau-Bieuzy et se jette  dans l'Ével à Pluméliau-Bieuzy. 
Le Runio, d'une longueur de 15 km, prend sa source dans la commune de Kerfourn et se jette  dans l'Ével sur la commune, après avoir traversé cinq communes. 

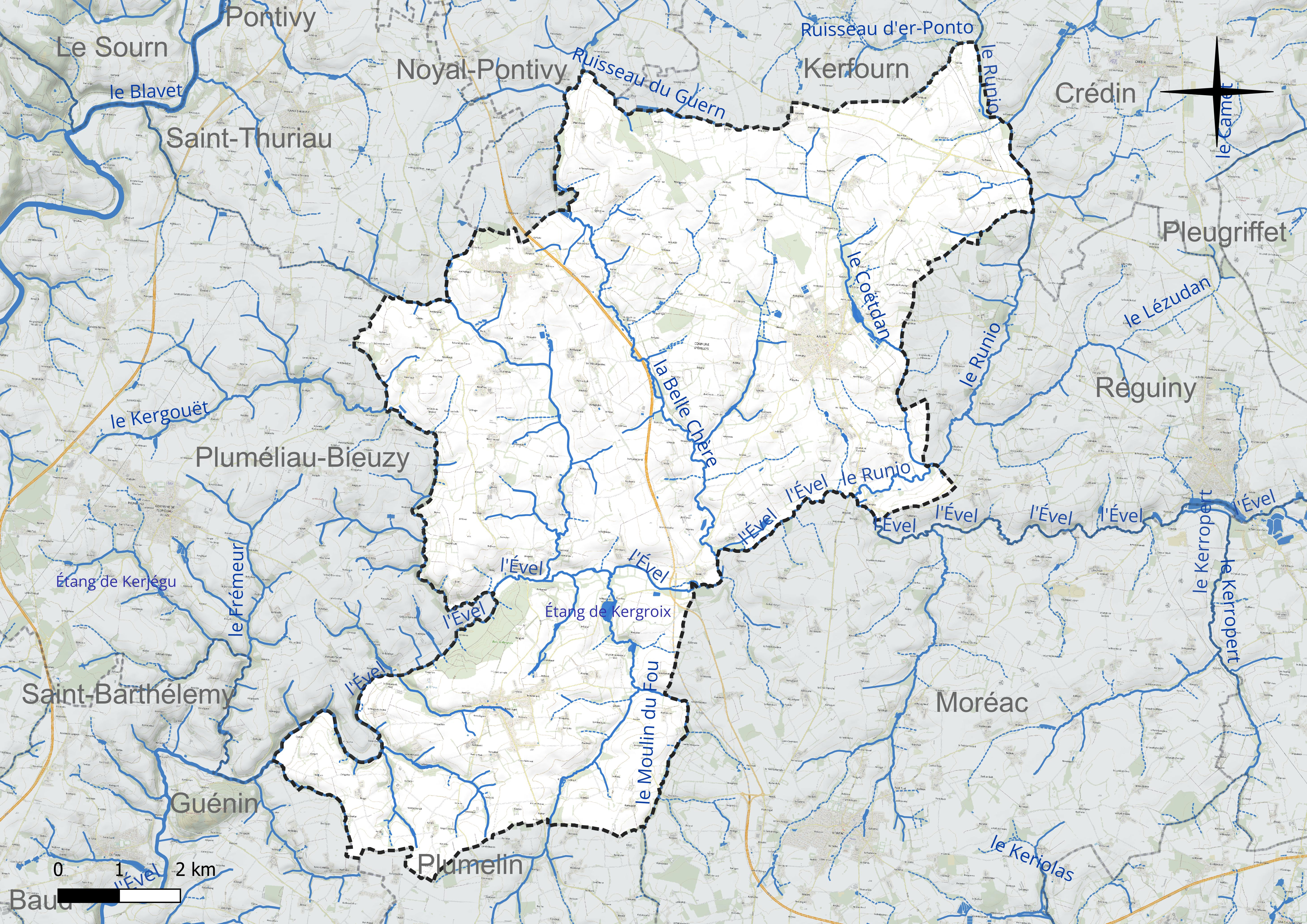
Réseau hydrographique d'Évellys.

Un plan d'eau complète le réseau hydrographique : l'étang de Kergroix (5,89 ha),.

### Climat
Pour des articles plus généraux, voir Climat de la Bretagne et Climat du Morbihan.
En 2010, le climat de la commune est de type climat océanique franc, selon une étude du CNRS s'appuyant sur une série de données couvrant la période 1971-2000. En 2020, Météo-France publie une typologie des climats de la France métropolitaine dans laquelle la commune est exposée à un climat océanique et est dans la région climatique  Bretagne orientale et méridionale, Pays nantais, Vendée, caractérisée par une faible pluviométrie en été et une bonne insolation. Parallèlement l'observatoire de l'environnement en Bretagne publie en 2020 un zonage climatique de la région Bretagne, s'appuyant sur des données de Météo-France de 2009. La commune est, selon ce zonage, dans la zone « Intérieur », exposée à un climat médian, à dominante océanique.  
Pour la période 1971-2000, la température annuelle moyenne est de 11,2 °C, avec une amplitude thermique annuelle de 12,2 °C. Le cumul annuel moyen de précipitations est de 962 mm, avec 13,5 jours de précipitations en janvier et 7,2 jours en juillet. Pour la période 1991-2020, la température moyenne annuelle observée sur la station météorologique la plus proche, située sur la commune de Moréac à 8 km à vol d'oiseau, est de 12,0 °C et le cumul annuel moyen de précipitations est de 1 043,7 mm,. Pour l'avenir, les paramètres climatiques de la commune estimés pour 2050 selon différents scénarios d'émission de gaz à effet de serre sont consultables sur un site dédié publié par Météo-France en novembre 2022.

## Urbanisme

### Typologie
Au 1er janvier 2024, Évellys est catégorisée commune rurale à habitat dispersé, selon la nouvelle grille communale de densité à sept niveaux définie par l'Insee en 2022.
Elle est située hors unité urbaine et hors attraction des villes,.

### Occupation des sols

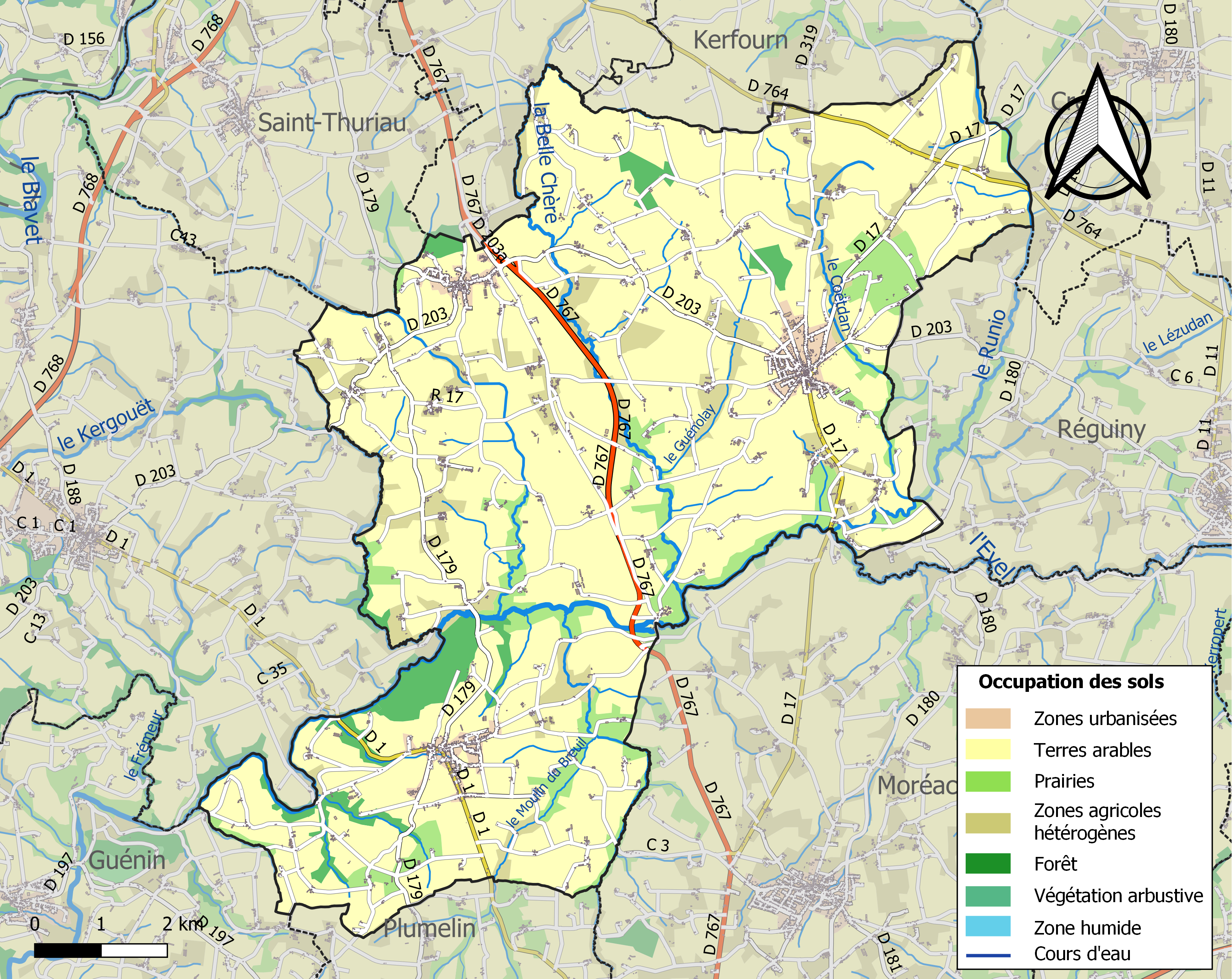
Carte des infrastructures et de l'occupation des sols de la commune en 2018 (CLC).

Le tableau ci-dessous présente l'occupation des sols de la commune en 2018, telle qu'elle ressort de la base de données européenne d’occupation biophysique des sols Corine Land Cover (CLC). Évellys appartient au bassin agricole de Pontivy, parfois surnommé la « Petite Beauce », une plaine s'étendant au nord, à l'est et au sud de cette ville voué à l'agriculture intensive et caractérisé par la présence de grandes parcelles de céréales et de maïs et la rareté des haies d'arbres et des espaces boisés.
| Type d’occupation                                                                   | Pourcentage | Superficie (en hectares) |
| ----------------------------------------------------------------------------------- | ----------- | ------------------------ |
| Tissu urbain discontinu                                                             | 2,6 %       | 610                      |
| Terres arables hors périmètres d'irrigation                                         | 74,5 %      | 6010                     |
| Prairies et autres surfaces toujours en herbe                                       | 8,1 %       | 655                      |
| Systèmes culturaux et parcellaires complexes                                        | 6,3 %       | 511                      |
| Surfaces essentiellement agricoles interrompues par des espaces naturels importants | 4,4 %       | 339                      |
| Forêts de feuillus                                                                  | 1,9 %       | 153                      |
| Forêts de conifères                                                                 | 0,4 %       | 32                       |
| Forêts mélangées                                                                    | 1,7 %       | 138                      |
| Source : Corine Land Cover                                                          |             |                          |

## Toponymie
Le nom de la commune a été créé à partir de ceux de deux cours d'eau serpentant sur le territoire : l'Ével (à Naizin et Remungol) et l'Illys (au Moustoir-Remungol).

### Les communes antérieures à la création de la commune nouvelle

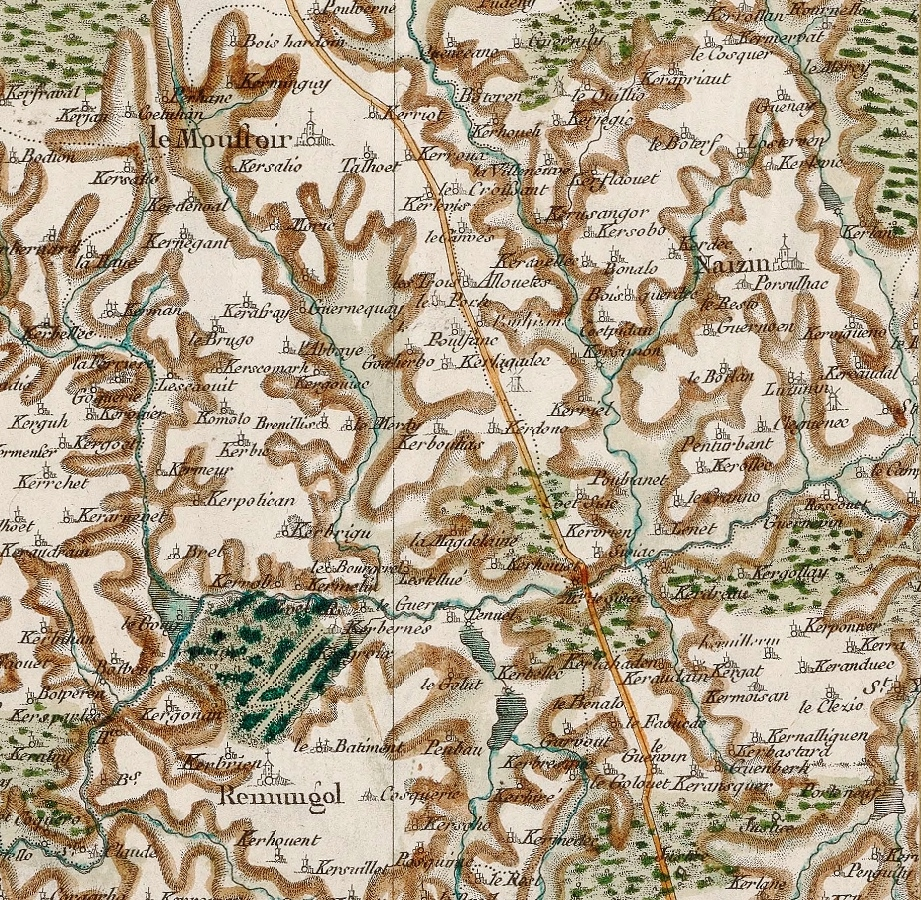
Carte de Cassini de la future commune nouvelle d'Évellys (paroisses de Naizin et Remungol et trève du Moustoir) datant de 1789.

## Histoire

### Histoire de la commune nouvelle d'Évellys

#### La création de la commune nouvelle
La commune est créée le 1er janvier 2016 par la fusion de trois communes, sous le régime juridique des communes nouvelles par l'arrêté préfectoral du 21 décembre 2015, entraînant la transformation des trois anciennes communes en communes déléguées.

## Politique et administration

### Administration municipale
Depuis les élections municipales de 2020, le conseil municipal est composé de vingt-cinq membres.

### Liste des maires
| Période                             | Période  | Identité         | Étiquette | Qualité |
| ----------------------------------- | -------- | ---------------- | --------- | --- |
| 5 janvier 2016 Réélu le 25 mai 2020 | En cours | Gérard Corrignan | DVD       | Agriculteur propriétaire-exploitant Président de Centre Morbihan Communauté (2017 → 2020) Président de Locminé communauté (2002 → 2016) |

### Communes déléguées
| Nom               | Code Insee | Intercommunalité      | Superficie (km2) | Population (dernière pop. légale) | Densité (hab./km2) |
| ----------------- | ---------- | --------------------- | ---------------- | --------------------------------- | ------------------ |
| Naizin (siège)    | 56144      | CC Locminé Communauté | 40,99            | 1 790 (2013)                      | 44                 |
| Moustoir-Remungol | 56142      | CC Locminé Communauté | 12,42            | 671 (2013)                        | 54                 |
| Remungol          | 56192      | CC Locminé Communauté | 26,93            | 955 (2013)                        | 35                 |

### Intercommunalité
La commune fait partie de la communauté de communes Centre Morbihan Communauté.

## Population et société

### Démographie
L'évolution du nombre d'habitants est connue à travers les recensements de la population effectués dans la commune depuis sa création.

En 2022, la commune comptait 3 384 habitants, en évolution de −2,53 % par rapport à 2016 (Morbihan : +3,82 %, France hors Mayotte : +2,11 %).
| 2014  | 2015  | 2016  | 2021  | 2022  |
| ----- | ----- | ----- | ----- | ----- |
| 3 435 | 3 462 | 3 472 | 3 415 | 3 384 |

## Culture locale et patrimoine

### Monuments et sites

#### Monuments
La commune compte deux monuments historiques :
- le calvaire de Remungol, classé en 1930 ;
- la fontaine Sainte-Julitte, inscrite en 1934.

Pour les autres monuments, voir les pages de Naizin, Remungol et Moustoir-Remungol.

#### Sites
- La base de loisirs de Coëtdan a un plan d'eau de 3,5 hectares[31].
- Les jardins d'Ewen présente de remarquables collections de camélias, rhododendrons, hortensias et rosiers dans un vallon avec des talus anciens[32].